# Mathilde van Frankrijk

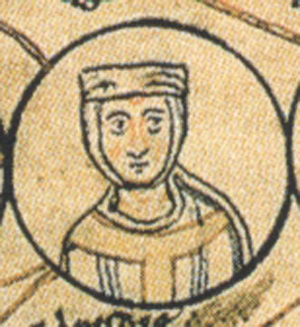
Mathilde van Frankrijk.

Mathilde van Frankrijk (circa 943 - op een 27 november tussen 981 en 992) was van 964 tot aan haar dood koningin van Bourgondië. Ze behoorde tot het huis der Karolingen.

## Levensloop
Mathilde was een dochter van koning Lodewijk IV van Frankrijk, de heerser over West-Francië, uit diens huwelijk met Gerberga, dochter van hertog Hendrik de Vogelaar van Saksen. Op het moment van haar geboorte was de macht van de Karolingen erg verzwakt: koning Lodewijk probeerde zijn regering te verstevigen door een huwelijk met een prinses uit Oost-Francië, terwijl hij streed tegen de hertogen van Normandië en de troepen van zijn rivaal Hugo de Grote, de hertog van Aquitanië.
Toen Mathildes broer Lotharius in 954 op dertienjarige leeftijd de troon besteeg, fungeerde hun moeder Gerberga als regentes. In 964 huwde ze met Koenraad I (925-993), sinds 937 de heerser over het verenigde Bourgondische koninkrijk Arelat. Koenraad vertrouwde sterk op de steun van keizer Otto I van het Heilige Roomse Rijk, Mathildes oom langs moederkant en de echtgenoot van zijn zus Adelheid van Bourgondië. De jonge koningin bracht de stad Vienne in haar huwelijk, een bruidsschat die ze kreeg toegewezen van haar broer Lotharius.
Mathilde overleed op een 27 november, waarschijnlijk tussen 981 en 992. Ze werd bijgezet in de kathedraal van Vienne.

## Nakomelingen
Mathilde en haar echtgenoot Koenraad kregen de volgende kinderen:
- Gerberga (965-1018/1019), huwde eerst met graaf Herman van Werl en daarna met hertog Herman II van Zwaben
- Bertha (967-na 1010), huwde eerst met graaf Odo I van Blois en daarna in 996 met koning Robert II van Frankrijk
- Rudolf III (970-1032), hertog van Bourgondië
- Mathilde (975-?), huwde vermoedelijk met een graaf van Genève

## Voorouders
| Voorouders van Mathilde van Frankrijk (943-992) | Voorouders van Mathilde van Frankrijk (943-992)                         | Voorouders van Mathilde van Frankrijk (943-992)                         | Voorouders van Mathilde van Frankrijk (943-992)                         | Voorouders van Mathilde van Frankrijk (943-992)                         | Voorouders van Mathilde van Frankrijk (943-992)                         | Voorouders van Mathilde van Frankrijk (943-992)                         | Voorouders van Mathilde van Frankrijk (943-992)                         | Voorouders van Mathilde van Frankrijk (943-992)                         |
| ----------------------------------------------- | ----------------------------------------------------------------------- | ----------------------------------------------------------------------- | ----------------------------------------------------------------------- | ----------------------------------------------------------------------- | ----------------------------------------------------------------------- | ----------------------------------------------------------------------- | ----------------------------------------------------------------------- | ----------------------------------------------------------------------- |
| Overgrootouders                                 | Lodewijk de Stamelaar (846-879) ∞ 875 Adelheid van Parijs (853-901)     | Lodewijk de Stamelaar (846-879) ∞ 875 Adelheid van Parijs (853-901)     | Eduard de Oudere (874-924) ∞ 901 Aelflaed (878-920)                     | Eduard de Oudere (874-924) ∞ 901 Aelflaed (878-920)                     | Otto I van Saksen (850–912) ∞ Hedwig van Babenberg (956-1003)           | Otto I van Saksen (850–912) ∞ Hedwig van Babenberg (956-1003)           | Diederik (-) ∞ ca. 890 Reginhilde (ca. 870-?)                           | Diederik (-) ∞ ca. 890 Reginhilde (ca. 870-?)                           |
| Grootouders                                     | Karel de Eenvoudige (879-929) ∞ 918 Hedwig van Wessex (903-951)         | Karel de Eenvoudige (879-929) ∞ 918 Hedwig van Wessex (903-951)         | Karel de Eenvoudige (879-929) ∞ 918 Hedwig van Wessex (903-951)         | Karel de Eenvoudige (879-929) ∞ 918 Hedwig van Wessex (903-951)         | Hendrik de Vogelaar (876-936) ∞ 909 Mathilde van Ringelheim (895-968)   | Hendrik de Vogelaar (876-936) ∞ 909 Mathilde van Ringelheim (895-968)   | Hendrik de Vogelaar (876-936) ∞ 909 Mathilde van Ringelheim (895-968)   | Hendrik de Vogelaar (876-936) ∞ 909 Mathilde van Ringelheim (895-968)   |
| Ouders                                          | Lodewijk IV van Frankrijk (920-954) ∞ 939 Gerberga van Saksen (913-984) | Lodewijk IV van Frankrijk (920-954) ∞ 939 Gerberga van Saksen (913-984) | Lodewijk IV van Frankrijk (920-954) ∞ 939 Gerberga van Saksen (913-984) | Lodewijk IV van Frankrijk (920-954) ∞ 939 Gerberga van Saksen (913-984) | Lodewijk IV van Frankrijk (920-954) ∞ 939 Gerberga van Saksen (913-984) | Lodewijk IV van Frankrijk (920-954) ∞ 939 Gerberga van Saksen (913-984) | Lodewijk IV van Frankrijk (920-954) ∞ 939 Gerberga van Saksen (913-984) | Lodewijk IV van Frankrijk (920-954) ∞ 939 Gerberga van Saksen (913-984) |